# Hande Erçel
Hande Erçel (Bandırma, Turkije, 24 november 1993) is een gerenommeerde Turkse actrice en model. Ze is vooral bekend om haar rollen in Güneşin Kızları (2015-2016), Aşk Laftan Anlamaz (2016-2017) en Sen Çal Kapımı (2020-2021), waarbij ze in de loop der jaren steeds meer nationale en internationale erkenning heeft gekregen, evenals talloze officiële en niet-officiële prijzen. In 2012 werd Hande Erçel gekroond tot Miss Turkije en eindigde ze op de tweede plaats in de schoonheidswedstrijd Miss Civilization of the World.
Hande Erçel maakte haar debuut als bijrolactrice in de serie Çalıkuşu (2013-2014). Ze had andere bijrollen in series zoals Çılgın Dersane Üniversitede (2014). Ze werd meer bekend in de Turkse context toen ze Selen Karahanlı vertolkte in Hayat Ağacı (2014). Na haar succesvolle vertolking van Selin Yılmaz in Güneşin Kızları, kreeg ze hoofdrollen in series als Aşk Laftan Anlamaz, Siyah İnci (2017-2018), Halka (2019), Azize (2019) en Sen Çal Kapımı, die in meer dan 90 landen zijn uitgezonden.
Gedurende haar professionele carrière heeft Hande Erçel de jongste Turkse artiest weten te worden met het hoogste aantal prijzen (officiële en niet-officiële) in de Turkse industrie, en ze is de Turkse artiest met de meeste volgers op het socialemediaplatform Instagram. Hande Erçel heeft gedurende haar carrière het hart van velen weten te veroveren.

## Vroege jaren
Hande Erçel werd geboren op 24 november 1993 in Bandırma en is de dochter van Aylin Erçel en Kaya Erçel. Ze heeft slechts één zus, Gamze Erçel. Ze had een bijzondere kindertijd, waarbij haar grootouders haar gedurende enige tijd hebben opgevoed in haar geboortestad.
Hoewel haar vader altijd wilde dat ze medicijnen zou studeren, was haar grote talent voor acteren al op jonge leeftijd duidelijk. En hoewel ze aanvankelijk akkoord ging met haar vader, realiseerde ze zich uiteindelijk dat haar toekomst verbonden was met de wereld van kunst.
Ze besloot om zelfstandig te worden en te verhuizen naar Istanbul om haar studie te beginnen aan de Universiteit van Schone Kunsten Mimar Sinan, waar ze deelnam aan de afdeling Traditionele Turkse Kunsten. Tijdens haar werk in verschillende sectoren, en dankzij haar opmerkelijke uiterlijk en persoonlijkheid, was ze model, presentatrice op televisie, en begon ze haar professionele acteercarrière in 2013, toen ze een rol kreeg voor de derde aflevering van de serie Tatar Ramazan, en haar eerste verschijning als actrice maakte. Een jaar later maakte ze haar debuut als bijrolactrice in een aflevering van de serie Çalıkuşu, waarin ze Zahide speelde, een jonge vrouw die bedlegerig was vanwege een ernstige ziekte. Datzelfde jaar speelde ze in andere series zoals Çılgın Dersane Üniversitede, waarin ze Meryem vertolkte en gebarentaal leerde voor haar rol, en in de serie Hayat Ağacı, waarin ze Selen Karahanlı speelde.
Enige tijd later moest ze haar studie opgeven vanwege tijdgebrek, omdat ze het niet kon combineren met haar professionele projecten. Desalniettemin heeft de actrice herhaaldelijk verklaard dat ze hoopt haar universitaire carrière te kunnen voortzetten, en ze heeft ook bekendgemaakt dat als ze niet succesvol zou zijn geweest in de acteerwereld, haar plan B altijd was om een schilderijenatelier op te zetten en een tentoonstelling van haar schilderijen te kunnen houden.

## Professionele carrière

### 2013-2014 Beginjaren
In 2013 kreeg Hande Erçel een rol in aflevering drie van de serie Tatar Ramazan, waarin ze haar eerste verschijning als actrice maakte. Een jaar later maakte ze haar debuut als bijrolactrice in een aflevering van de serie Çalıkuşu, waarin ze Zahide speelde, een jonge vrouw die bedlegerig was vanwege een ernstige ziekte.
Datzelfde jaar speelde ze ook in andere series, zoals Çılgın Dersane Üniversitede, waarin ze de rol van Meryem vertolkte, en in de serie Hayat Ağacı, waarin ze Selen Karahanlı speelde.

### 2015-heden, Doorbraak, Erkenning en Lopende projecten
In 2015 kreeg Hande Erçel haar eerste hoofdrol in de serie Güneşin Kızları, waarin ze Selin Yılmaz vertolkte. Voor deze rol won ze drie prijzen, waaronder de Golden Butterfly Awards.
Tijdens 2016-2017 kreeg ze haar tweede hoofdrol in de serie Aşk Laftan Anlamaz (2016-2017), waarin ze de rol van Hayat Uzun speelde, naast Burak Deniz, en waarmee ze internationaal bekendheid verwierf. In 2016 werd ze ook een van de vertegenwoordigers van het merk L'Oréal Paris. In 2017 verscheen ze in een advertentie voor het merk DeFacto, samen met Aras Bulut İynemli.
Zeven maanden na het einde van haar laatste serie kreeg ze een andere hoofdrol in de serie Siyah İnci, waarin ze de rol van Hazal Şulabı vertolkte.
In 2019 speelde ze de hoofdrol in de serie Halka, waarin ze de rol van Müjde vertolkte, naast Serkan Çayoğlu. In datzelfde jaar vertolkte ze Azize Günay in de serie Azize, naast Buğra Gülsoy. Ondanks lovende recensies werd de serie na zes afleveringen geannuleerd vanwege lage kijkcijfers, veroorzaakt door hevige concurrentie op die uitzenddag en seizoen.
In 2020-2021 kreeg Hande Erçel een van haar laatste hoofdrollen waarmee ze meer erkenning en internationale bekendheid vergaarde: Sen Çal Kapımı, waarin ze de rol van Eda Yıldız vertolkte. De serie brak records en werd de meest besproken serie op sociale media zoals Twitter, waarbij het zelfs de populaire serie Game of Thrones overtrof, en werd verkocht aan meer dan 90 landen en kreeg wereldwijde aandacht.
In datzelfde jaar begon ze haar samenwerking als model met het merk "Nocturne", waarmee ze diverse campagnes deed en het merk internationale erkenning bezorgde, resulterend in het openen van filialen in de Verenigde Staten, Londen en Frankrijk. Gedurende dit jaar heeft ze ook reclamecampagnes gedaan voor merken als Signal en begon ze haar samenwerking met het merk Atasay Jewelry, waarvoor ze het gezicht werd van het merk. Ze deed verschillende reclamecampagnes en ontwierp een sieradencollectie, en ze werd de eerste Turkse artiest die op de gevel van de Burj Khalifa verscheen, het hoogste gebouw ter wereld. Ze heeft ook de merkwaarde en internationale bekendheid van het merk vergroot, waardoor het een plek heeft veroverd in de top 10 van sieradenmerken wereldwijd.
In 2023 schitterde ze tijdens het Cannes Film Festival als ambassadeur van Magnum, waarbij ze historische records van het merk verbrak en in de top 5 terechtkwam van de 10 meest besproken personen tijdens het festival.
Ze was ook de eerste Turkse artiest die een contract tekende met het exclusieve parfummerk "Laverne", waarvan de advertentie zou worden uitgezonden in landen als Saoedi-Arabië, de Verenigde Arabische Emiraten, Bahrein, Oman, Koeweit, Jordanië, Marokko, Libië en Qatar, en andere Arabische landen.
Als actrice zal Hande Erçel de hoofdrol spelen in Bambaşka Biri, de eerste psychodramatische thriller in Turkije, waarin ze de rol van de jonge, vastberaden en ambitieuze officier van justitie Leyla vertolkt, die haar gecompliceerde verleden wil achterlaten en een nieuwe orde wil vestigen door moorden te onderzoeken en rechtvaardigheid te laten zegevieren. Samen met Burak Deniz, die de rol van Kenan, een ambitieuze journalist met een dubbele persoonlijkheid, speelt, raken hun paden verweven tijdens het onderzoek naar een moord, wat hun passies ontketent en de waarheden over hun levens onthult.
Men verwacht dat Hande Erçel binnenkort haar debuut zal maken in haar eerste speelfilm, Mest-i Aşk, een coproductie tussen Iran en Turkije, waarin ze de hoofdrol zal spelen naast Shahab Hosseini, Parsa Pirouzfar, İbrahim Çelikkol, Selma Ergeç, Bensu Soral en Boran Kuzum. Deze filmopnames vonden plaats in 2019 met als doel om uitgebracht te worden in 2020, maar de pandemie veroorzaakte vertragingen in de release. De verwachte releasedatum is wanneer de productie-onderhandelingen zijn afgerond.

#### Ambassadeur
Hande zet zich in voor verschillende organisaties die zich inzetten voor dierenrechten, kinderen en vrouwen. Sinds 2019 is ze vrijwilliger bij de Kansersiz Yaşam Derneği (Leven Zonder Kanker Vereniging, Kansersiz Yaşam Derneği), en tijdens de pandemie in 2020 zette ze haar interesse en passie voor schilderen in om kunstwerken te creëren voor de vereniging. Gedurende de jaren 2020, 2021 en 2022 was ze publiekelijk ambassadeur van deze organisatie.

## Filmografie
| Jaar      | Soort | Productie                   | Rol                   | Noot              |
| --------- | ----- | --------------------------- | --------------------- | ----------------- |
| 2013      | Serie | Çalıkuşu Ramazan            | Zahide                |                   |
| 2013      | Serie | Tatar Ramazan               | Hande                 |                   |
| 2014      | Serie | Çılgın Dersane Üniversitede | Meryem                |                   |
| 2014      | Serie | Hayat Ağıcı                 | Selen Karahanlı       |                   |
| 2015-2016 | Serie | Güneșin Kızları             | Selin Yılmaz/Mertoğlu | Hoofdrolspeelster |
| 2016-2017 | Serie | Așk Laftan Anlamaz          | Hayat                 | Hoofdrolspeelster |
| 2017-2018 | Serie | Siyah Inci                  | Hazal                 | Hoofdrolspeelster |
| 2019      | Serie | Halka                       | Müjde Akay            | Hoofdrolspeelster |
| 2020-2021 | Serie | Sen Çal Kapımı              | Eda Yildiz            | Hoofdrolspeelster |
| 2023      | Serie | Bambaşka Biri               | Leyla Gediz           | Hoofdrolspeelster |

## Fysieke Veranderingen
Gedurende haar leven heeft Hande moeten omgaan met verschillende persoonlijke en professionele omstandigheden (slechte ervaringen, meedogenloos en voortdurend pesten, haat, laster en pesterijen die ze ontvangt, de behandeling die ze onderging om beenmerg aan haar moeder te doneren en die resulteerde in zwelling, vooral in haar gezicht, tijdens en na het proces, de ziekte en het overlijden van haar moeder, de ziekte van haar geliefde nichtje Mavi, het overlijden van haar grootvader, enz.). Ondanks hoe dit mentaal en fysiek op haar heeft ingewerkt (Hande heeft meerdere keren duidelijk gemaakt hoe ze veel gewicht heeft gewonnen of verloren wanneer iets haar sterk emotioneel heeft beïnvloed en hoe ze, wanneer ze enigszins herstelt, probeert gezond te blijven en door te gaan), en hoewel ze geen invasieve cosmetische ingrepen heeft ondergaan, verdedigt ze de vrijheid van iedereen om te doen wat ze willen en wat hen beter doet voelen zonder te worden beoordeeld. Hande Erçel schittert en stijgt op haar eigen manier en herinnert iedereen met haar eigen voorbeeld dat het essentieel is om de kern te behouden, te groeien, vooruit te gaan, risico's te nemen, te vallen maar altijd weer op te staan, veerkrachtig, vrij, hard te werken, te helpen, te respecteren en te genieten, te danken en alles te waarderen.
Hande is buitengewoon mooi op alle mogelijke manieren, een bron van licht, inspiratie en trots voor zichzelf en voor steeds meer mensen over de hele wereld die het voorrecht hebben haar te leren kennen, van haar te houden, haar te bewonderen, haar te steunen en te respecteren om wie ze is, haar ziel en haar projecten.